# Marc Albrighton
Marc Kevin Albrighton (født 18. november 1989 i Tamworth, England) er en engelsk fodboldspiller, der spiller som højre kant for Leicester City. Han har spillet for siden sommeren 2014. Han kom til Leicester City fra Aston Villa, hvor han før skiftet havde spillet hele sin seniorkarriere, og størstedelen af sin tid som ungdomsspiller, lige udover, at han i 2013 var udlejet til Wigan Athletic. Hans debutkamp for klubbens førstehold var et UEFA Cup-opgør mod russiske CSKA Moskva den 26. februar 2009.

## Ungdomskarriere
Albrighton startede med at spille fodbold hos Mile Oak Monarchs, som lå i hans hjemby. Herefter skiftede han til West Bromwich Albion, og senere hen skiftede han til sin nuværende klub, Aston Villa, som blot 8-årig.
Efter han havde haft nogle succesfulde kampe for U18 holdet og reserveholdet, blev han 2008 den 10. juli tilbudt at spille en kamp for førsteholdet. Han takkede ja, og spillede 17 minutter i en venskabskamp mod FC Wil 1900. Kampen endte 6-0 til Albrighton og co.

## International karriere
Albrighton har endnu ikke opnået en kamp for det engelske A-landshold, men spillede som ungdomsspiller adskillige kampe for England både på U20- og U21-niveau.
Albrighton scorede den 21. december 2011 Premier League mål nummer 20.000.

## Personlige liv
Ifølge kilder, har Albrighton udtalt sig om, at hans drøm var gået i opfyldelse med, at han spillede for Aston Villa som han havde været fan af, siden han var helt lille. Han udtalte sig også om, at hans idoler var fodboldspillerne Steve Stone, verdensklasse midtbanespilleren David Beckham og Manchester United legenden Ryan Giggs.
Albrighton fik med sin kæreste, Chloe Fulford, en datter den 19. februar 2012. Datteren hedder Matilda Beau.